# Gaunaca

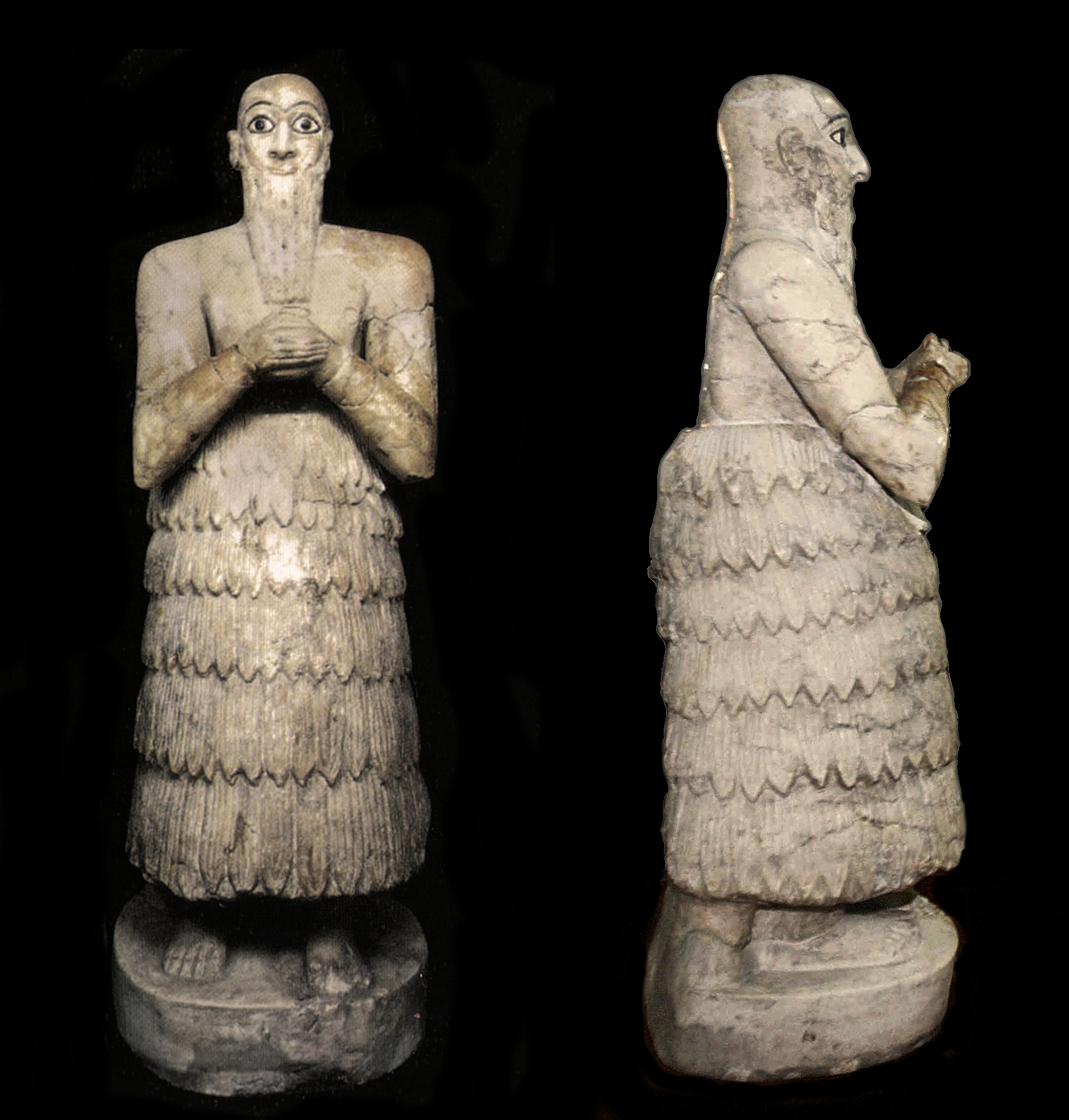
Estátua de Icusamagã, rei de Mari, usando os gaunaca. Por volta de

Gaunaca (em grego clássico: καυνάκης ou γαυνάκης; romaniz.: kaunákes ou gaynákes; em latim: gaunaca) ou pérsis era um manto de lã associado à Mesopotâmia e Pérsia. Foi tecido em um padrão adornado, sugerindo pétalas ou penas sobrepostas, costurando tufos na roupa ou tecendo laços no tecido.

## História
A origem deste vestido é atribuída à civilização suméria que existia antes de 4 000 a.C.

### Período pré-dinástico(4000–2700a.C.): saias e "vestido de rede"

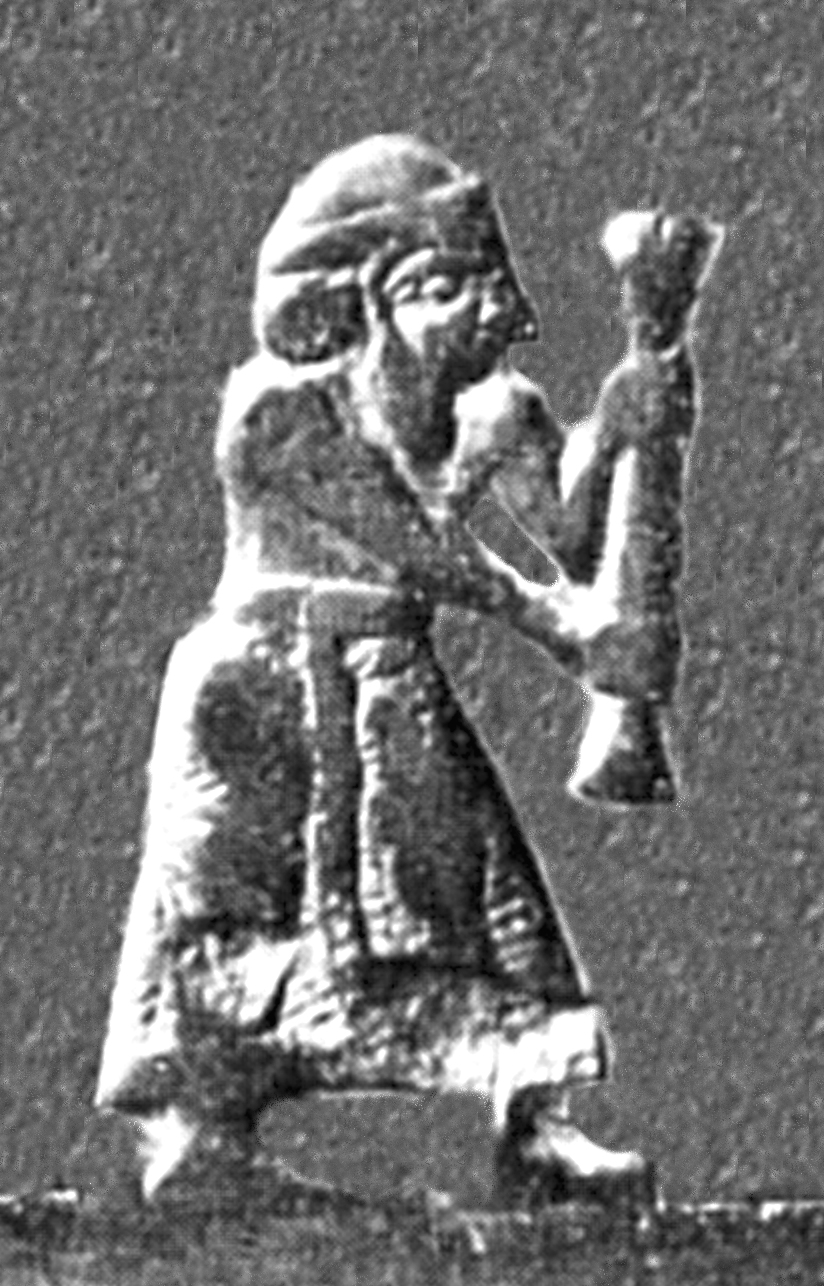
Uma saia ou "vestido de rede" nos Monumentos de Blau

O tipo de vestido mais antigo atestado na arte suméria inicial não são os gaunaca, mas uma espécie de kilt ou "vestido de rede" que se encaixa perfeitamente na parte inferior do corpo, enquanto a parte superior do corpo permanece nua. Esse tipo inicial de vestido líquido é muito mais parecido com o tecido padrão do que os gaunaca posteriores, que mais parecem pele de carneiro com amplo volume em forma de sino na cintura e nas pernas. 

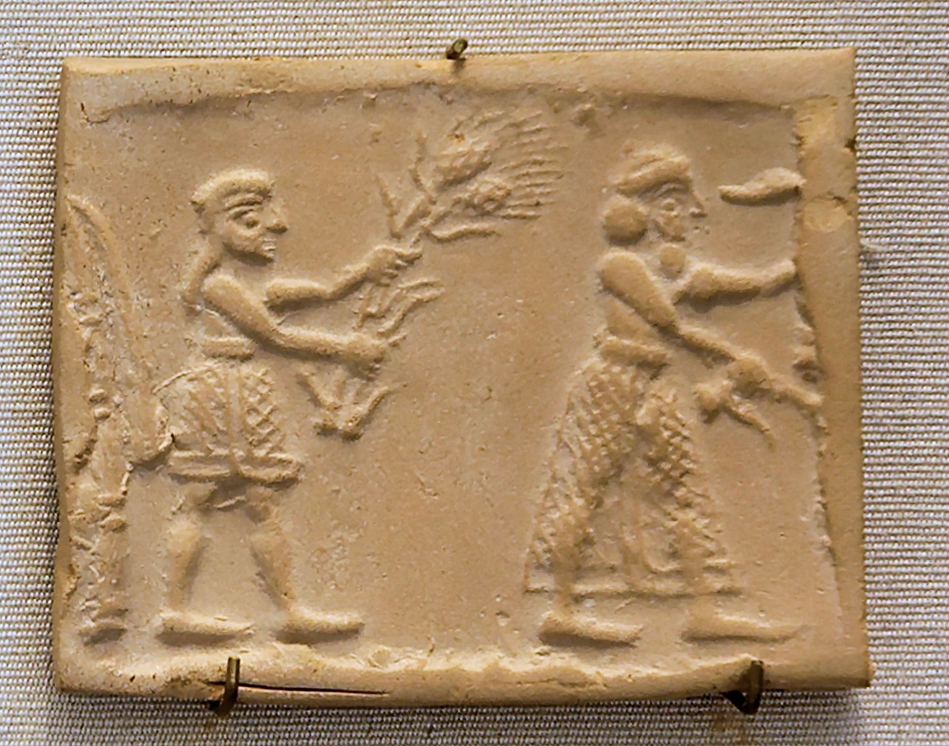
Vedação de cilindro de Uruque, com "net-dress", 3 100 a.C.
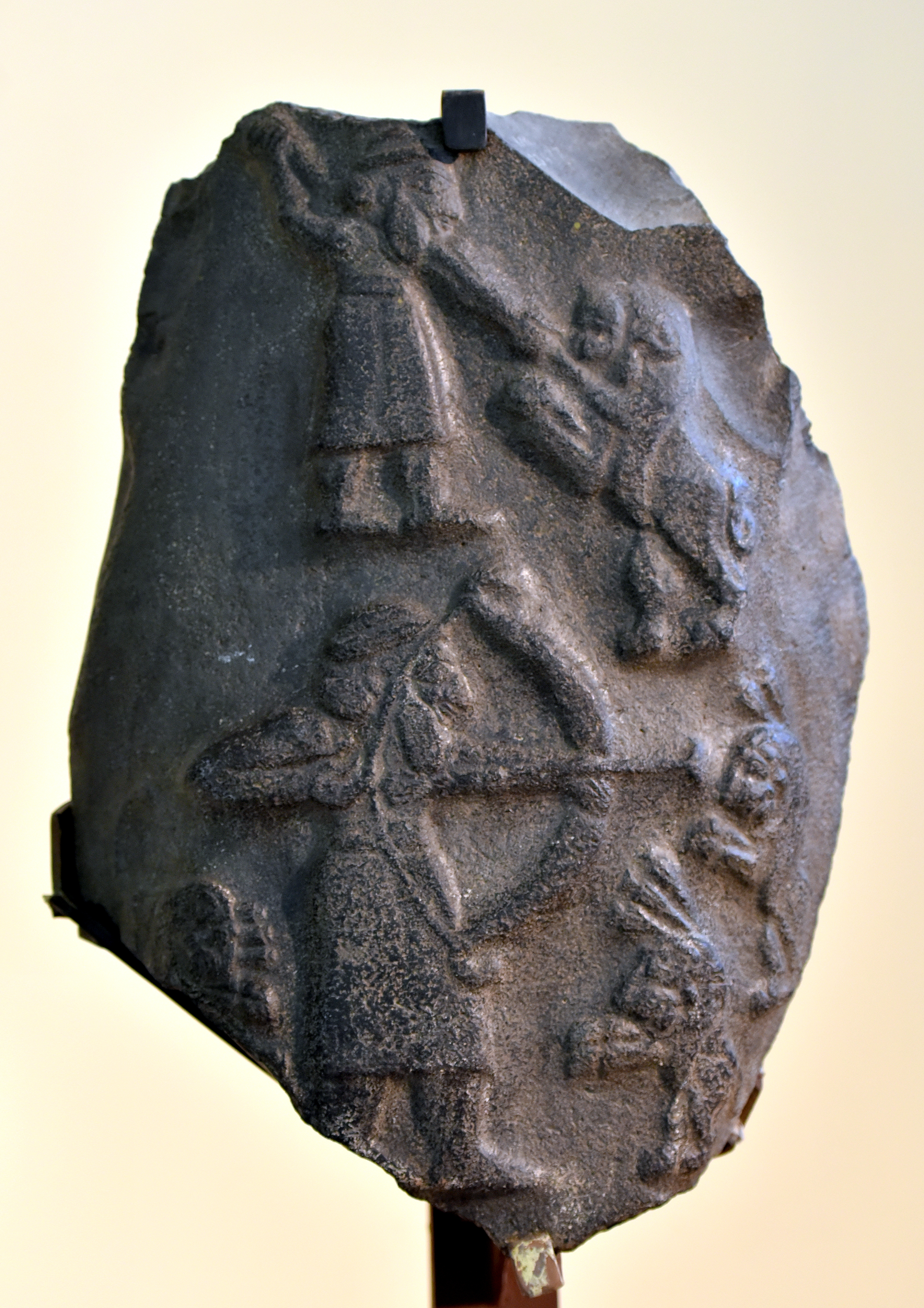
Saias usadas na Estela da caça ao leão (3000–2900 a.C.)
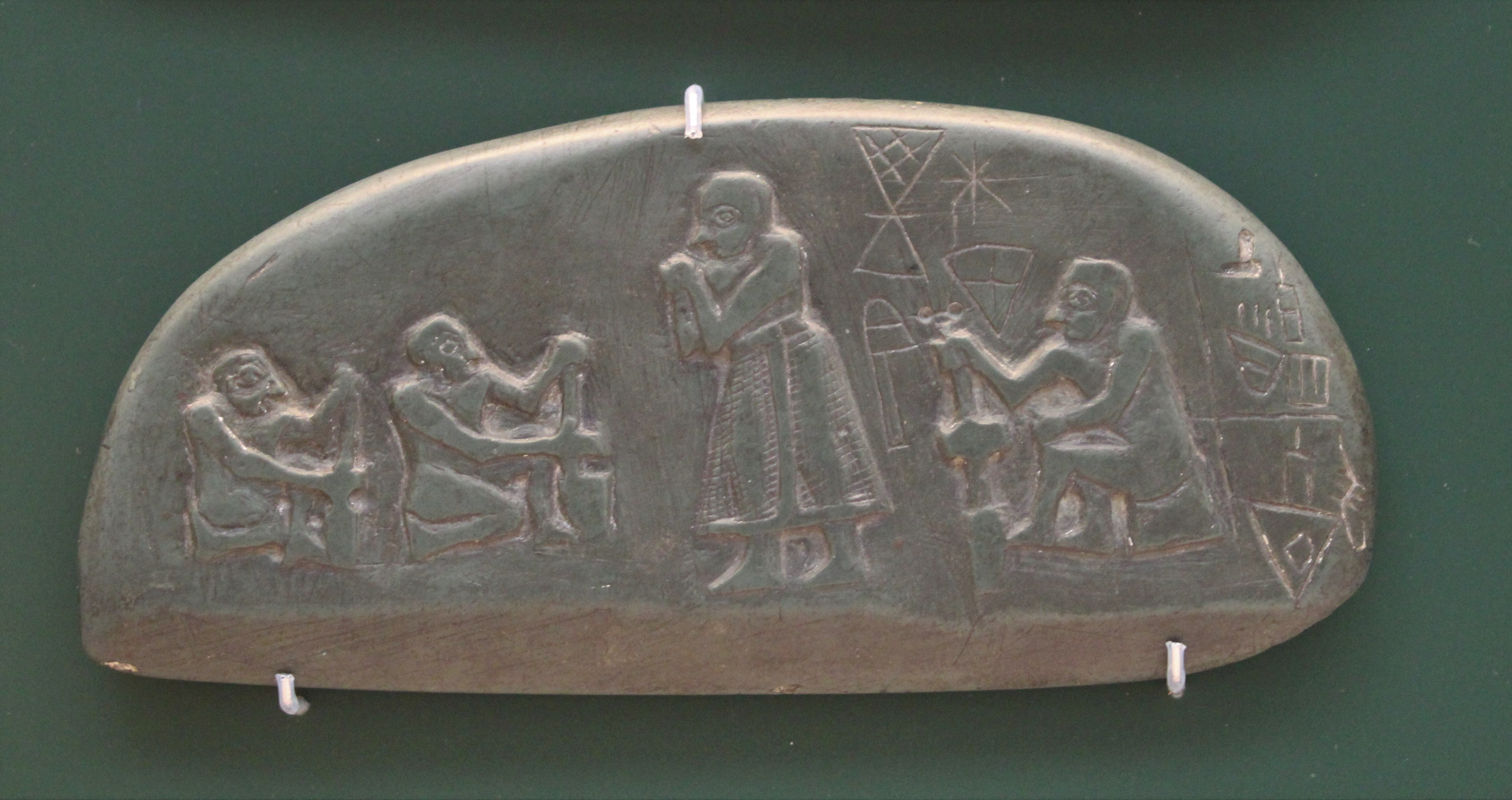
Um "vestido líquido" usado nos monumentos de Blau (3000–2900 a.C.)

### Período Dinástico Precoce(2700–2350a.C.): gaunaca
O início do período dinástico entre 2.700 e 2 350 a.C. foi marcado por alta cultura. O vestido era uma peça unissex que homens e mulheres usavam. A saia era feita de pele de carneiro e era usada com a pele virada para dentro e com tufos ornamentados como um pente sobre a lã. Foi usada na forma de uma saia envolvente amarrada e usada da cintura até os joelhos. Servos e soldados usavam as roupas mais curtas, enquanto pessoas de alto status usavam roupas mais longas com a saia se estendendo frequentemente até os tornozelos. A parte superior do corpo estava coberta com outra capa de pele de carneiro espalhada pelos ombros ou deixada nua. Foi apenas por volta de 2 500 a.C. que a roupa de pele de carneiro foi substituída por um tecido feito de lã tecida; no entanto, a parte do tufo do vestido foi mantida na forma de "costurar tufos na roupa ou tecer laços no tecido". O grego chamou esse vestido de gaunaca. Este tipo de vestido é destaque em esculturas e mosaicos desse período.

## Características

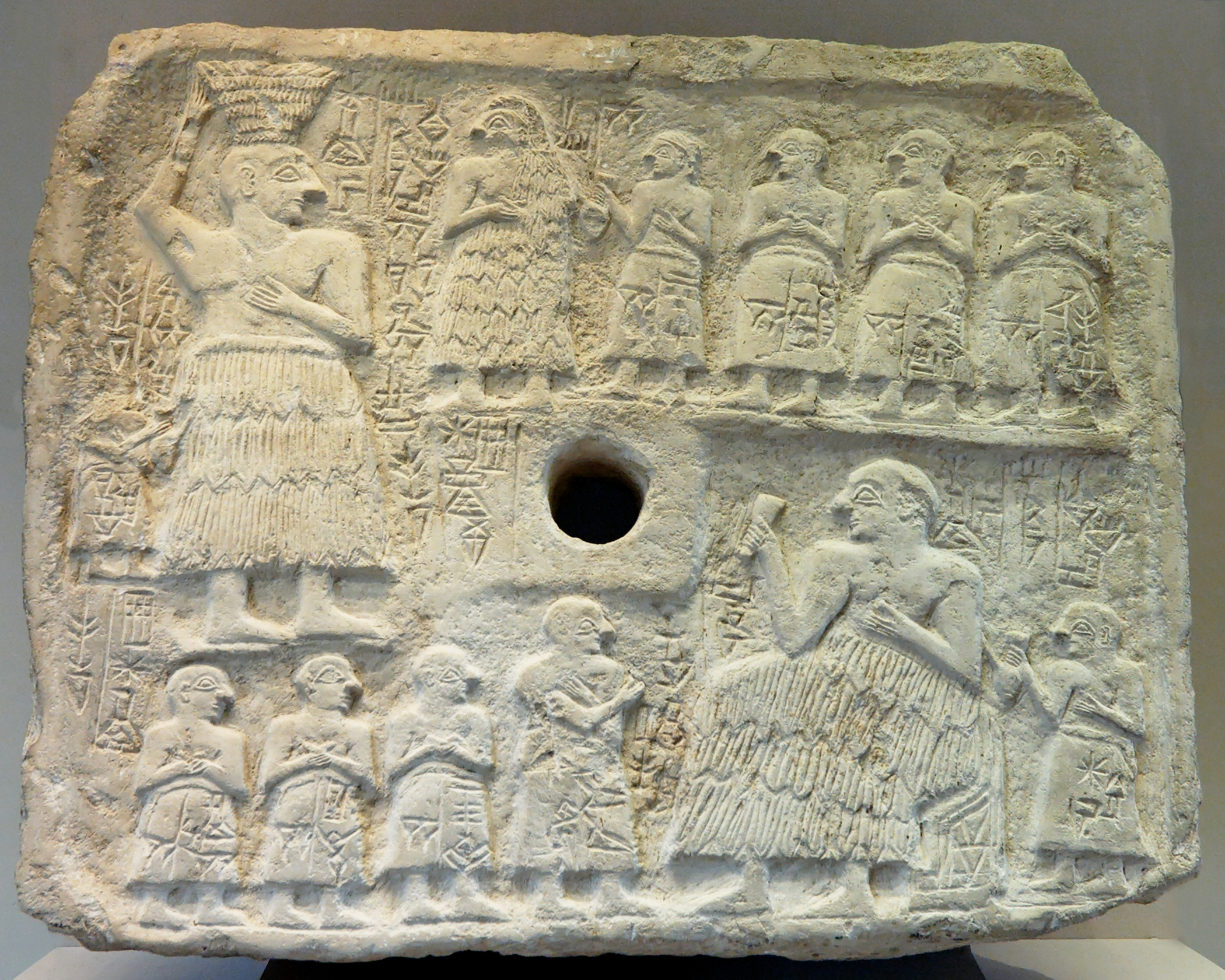
Alívio votivo de Ur-Nanse, rei de Lagaxe, Dinastia III, com todas as figuras vestindo gaunaca

Em uma imagem suméria datada entre 2.900 e 2 600 a.C., o vestido era usado como uma pagne, que era uma simples pele de lã usada como invólucro do corpo, mas mantendo a parte da cauda. Em algumas imagens, cobria o corpo cruzado sobre o ombro esquerdo. Após a descoberta da tecelagem, os gaunaca foram projetados com tufos de lã costurados no tecido para "simular o pêlo de lã". Era um tecido rústico feito de pele de carneiro, camelo ou pele de cabra, modelado na forma de um xale ou saias chamado "manta grossa" que evoluiu para se adequar às condições climáticas severas da região da Mesopotâmia da Suméria e da Acádia.
Acredita-se também que os gaunaca, como um velo antiquado, embora não mencionado antes de 300 a.C., possam ser rastreados entre 400 e 300 a.C. Durante o período grego de Aristófanes, a roupa era feita de pelos ou lã de cabra no estilo de um manto ou capa pesados. O Egito copta, não a Mesopotâmia, é creditado com o design original da tapeçaria tecida, projetando longas madeixas ou fios de lã. Sua fabricação evoluiu para gaunaca quando o design da franja tecida começou a espelhar o velo e o pelo originais e foi modelado como um manto. Estes foram usados durante o inverno como um xale sobre os ombros e durante o verão adaptado como uma saia. Ao longo dos séculos, muitos desenhos evoluíram com mangas, depois as variantes foram feitas com pano em vez de lã e, eventualmente, evoluíram de volta para uma capa sem mangas.

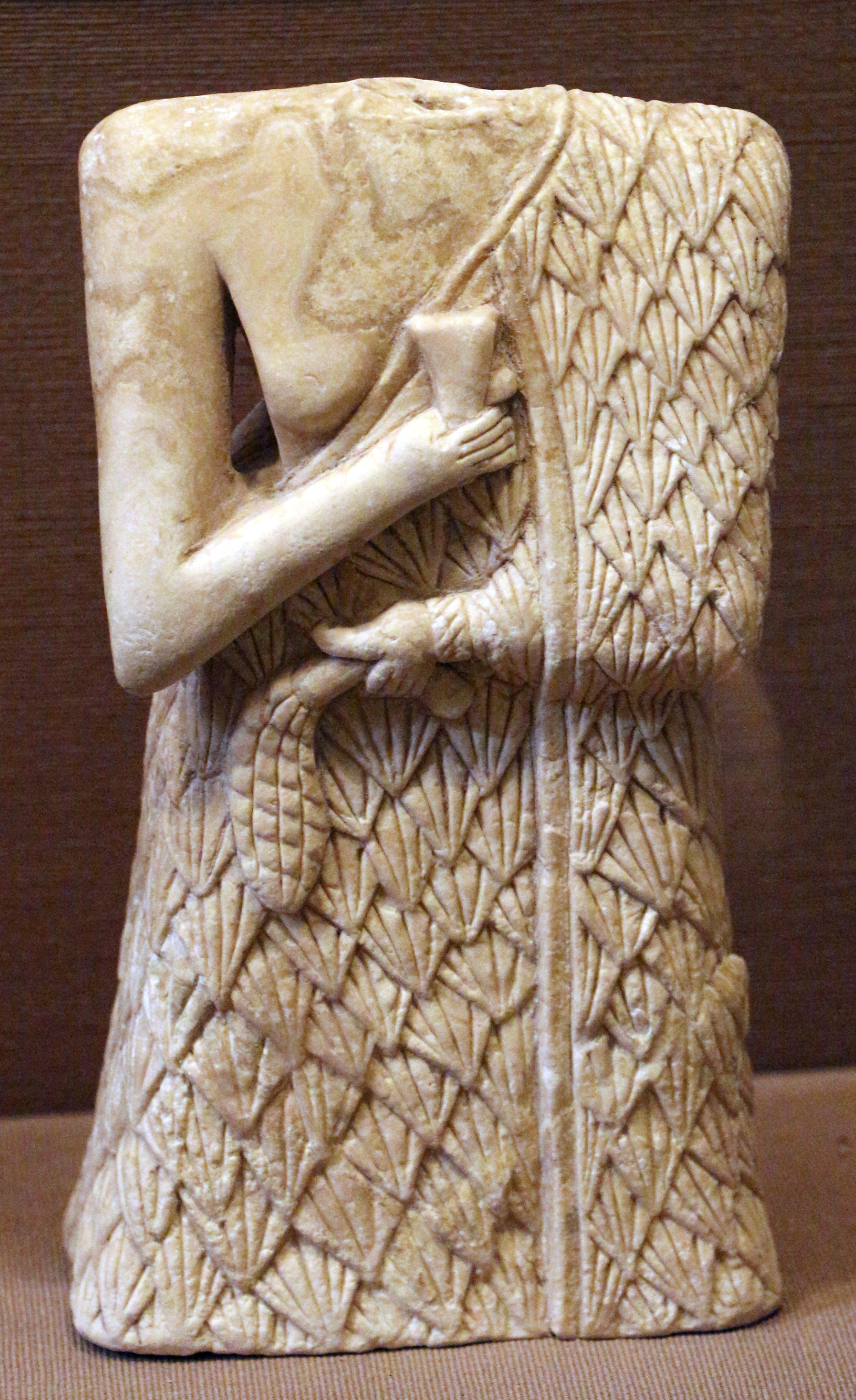
Estatueta feminina, com copo e pulseira, Cafaja, 2650-

Em Atenas, inicialmente pensava-se que o vestido era de origem persa, porém mais tarde passou a ser identificado como um vestuário babilônico, pois combinava com as práticas têxteis do nordeste da Mesopotâmia. Parte da confusão surgiu com o nome da roupa, porque a palavra raiz está lingüisticamente mais próxima da língua iraniana do que da babilônia. O vestido também foi usado por um ator de teatro em uma cena dramática das Vespas de Aristófanes em Atenas, pois o design do vestido exótico era adequado ao efeito dramático, por ser "visualmente distinto", pesado e com pequenos tufos decorativos. Os atenienses acreditavam que os gaunaca eram de origem persa e não da Babilônia, pelo entendimento de que o vestido era um item exportado e poderia ter se originado da Anatólia (Cilícia ou Frígia), do Levante (Fenícia ou Síria) ou Mesopotâmia (Babilônia), que faziam parte do Império Aquemênida no século V a.C. 

## Objetivo
Uma imagem datada de cerca de III milênio a.C. do Templo de Istar em Mari, Tel Hariri, na Síria mostra gaunaca enrolados como uma capa em volta dos ombros de uma imagem de alabastro de uma mulher sentada; os gaunaca são inferidos como feitos de pelo de cabra ou lã. De 2 450 a.C., era um traje real, como pode ser visto nas figuras em modo de oração na Mesopotâmia. Nele, o vestido era formado por tufos de lã dispostos sucessivamente em linhas horizontais e suspensos verticalmente. Geralmente era modelado como um vestido de mulher, adornando o braço e o ombro esquerdo, com o lado direito expondo a pele e o peito.